# Саша Јоксимовић
Саша Јоксимовић (Београд, 10. јун 1981) српски је глумац и телевизијски водитељ. Брат је музичара Жељка Јоксимовића.

## Филмографија
| Год.       | Назив                      | Улога                      |
| ---------- | -------------------------- | -------------------------- |
| 1995.      |                            |                            |
| 2004.      | Стижу долари               | Војин шегрт                |
| 2004.      | Трагом Карађорђа           | Син Томаса Пушкара         |
| 2005.      | М(ј)ешовити брак           | Башић                      |
| 2005.      | Звезде љубави              | Лаза                       |
| 2006.      | Пре и после Тесле          | Никола Тесла               |
| 2007.      | Оно наше што некад бејаше  |                            |
| 2008.      | Бела лађа                  | Радиша                     |
| 2008—2009. | Рањени орао (ТВ серија)    | Писар Дреновац             |
| 2009.      | Рањени орао (филм)         | Писар Дреновац             |
| 2009.      | Туга                       | Син                        |
| 2009.      | Кад на врби роди грожђе    |                            |
| 2010.      | Грех њене мајке            | Љубомир "Луле" Миливојевић |
| 2011.      | Мој рођак са села          | Влајко                     |
| 2011.      | Игра истине                | Лија                       |
| 2012—2015. | Будва на пјену од мора     | Саша                       |
| 2012.      |                            |                            |
| 2013.      |                            |                            |
| 2013.      | Жене са Дедиња             | Кларин клијент             |
| 2014.      | Равна Гора                 | Коча Поповић               |
| 2014.      |                            |                            |
| 2015.      | Заборављени умови Србије   |                            |
| 2016—2017. | Село гори, а баба се чешља | Доктор Дејан Газикаловић   |
| 2017.      | Сенке над Балканом         | Затворски лекар            |
| 2018—2019. | Погрешан човек             | Владимир                   |
| 2021—2024. | Игра судбине               | Максим Шубаревић           |
| 2021.      | Колегинице                 | Данко                      |
| 2021.      | Тома                       | Сава Виденовић             |
| 2022.      | Тома (серија)              | Сава Виденовић             |
| 2022.      | Мала супруга               | Сима Чук                   |
| 2024.      | Златни рез 42              |                            |